# 蜀漢

蜀漢
漢

蜀の領域（左下）

蜀漢（しょくかん／しょっかん、 章武元年〈221年〉 - 炎興元年〈263年〉）は、中国の三国時代に劉備が巴蜀の地（益州、現在の四川省・湖北省一帯および雲南省の一部）に建てた国。成都に首都を置き、魏、呉と共に三国時代を形成した。正式な国号は「漢」であり、「蜀漢」は後世の称。また蜀漢においては「季漢」とも呼ばれた。歴史上、蜀の地に割拠した王朝は多数あるが、王朝を指して「蜀」と言った場合、その多くは蜀漢を指す。

## 歴史

### 劉備の台頭
後漢末期、州牧設置を建言した劉焉が自ら名乗り出て益州に赴任し、反乱鎮圧および現地豪族の粛清を経て地方政権を築いた。興平元年（194年）に劉焉が死去し、四男の劉璋が後を継いで益州牧に就任したが、その統治は判断力に欠くものとされた。
荊州牧・劉表の元に身を寄せていた頃、劉備は諸葛亮を傘下に加えた。諸葛亮は劉備に対して隆中対を説き、「荊州・益州を得て、その険阻を頼り、西では諸戎と和して南では夷越を鎮撫し、外交で孫権と誼を結び、内政をよく治めれば、覇業は成り、漢室は復興できる」と述べた。建安13年（208年）、劉備は孫権と共に曹操を破り、建安14年（209年）には荊州南部の四郡を制圧した（赤壁の戦い）。

### 入蜀と漢中王即位
建安16年（211年）、劉備は益州に迎えいれられた。劉璋は漢中に割拠する張魯の動向を警戒し、劉備をもって対抗しようとしていた。入蜀時、劉備は関羽を荊州に留めて守らせた。劉璋配下の張松・法正らの手引きなどを経て、劉備は建安17年（212年）から益州攻略に転じ、建安19年（214年）には劉璋を降伏させ、益州を支配下に置いた（劉備の入蜀）。左将軍府には長史に許靖、営司馬に龐羲、従事中郎に伊籍・射援、掾属に劉巴・楊儀・馬良・馬勲といった劉備の初期政権の中核となる人物が任命された。
建安20年（215年）、荊州の帰属をめぐって孫権と係争になり、荊州南部の郡の東側を孫権に割譲した。同年、張魯が曹操に降伏した。
建安22年（217年）から建安24年（219年）にかけて劉備は漢中攻略を進め、夏侯淵を撃破してその地を得ると（定軍山の戦い）、臣下の勧めを受けて漢中王を称した。その後まもなく、関羽が荊州から北上して曹操領に侵攻する最中、呉軍に攻撃されて荊州を失陥し、捕虜となった関羽は処刑された（樊城の戦い）。

### 蜀漢の建国
建安25年／延康元年（220年）、曹丕が後漢を廃して魏を建国すると、献帝が殺害されたという噂が流れた。この情報に基づき、天子の空位という状況のもと、建安26年／章武元年（221年）4月6日、劉備は漢の皇帝となった。そして章武2年（222年）、荊州奪還と関羽の仇討ちのため呉を攻めるも大敗した（夷陵の戦い）。この際に馬良をはじめとする主だった将兵が戦死し、国力は大いに衰えた。同年、劉備は孫権と和睦を結んだ。この時期までに法正・許靖・劉巴・馬超といった重臣が死去しており、蜀漢政権は中枢が欠けた状態となっていた。
章武3年（223年）4月、劉備は諸葛亮に後事を託して崩御した。昭烈帝と諡された。

### 諸葛亮の執政
同年5月、子の劉禅が後を継いで皇帝となり、丞相の諸葛亮が政務を執った。劉備の死後まもなくの建興元年（223年）夏、益州南部で雍闓・高定らが反乱を起こした。同年、諸葛亮は呉に鄧芝を派遣して蜀漢との関係を良好なものにし、さらにその翌年には国内の農業生産を発展させて国内を安定させた上で、南征に専念した。建興3年（225年）、諸葛亮・李恢らは益州南部四郡を征討して反乱を平定した。
その翌年に曹丕が死亡すると、建興5年（227年）、諸葛亮は劉禅に「出師表」を奏じ、北伐を敢行した。建興6年（228年）、魏の天水・南安・安定の三郡を奪ったが、先鋒の馬謖が軍令無視により街亭で張郃に敗北し（街亭の戦い）、三郡は奪い返された。同年冬の陳倉包囲戦は食料不足により撤退したが、追撃する王双を敗死させた（陳倉の戦い）。建興7年（229年）には魏の武都・陰平の二郡を奪った。
同年に呉の孫権が皇帝を称すると、蜀漢では孫権の即位は僭称と見なされ、同盟を破棄すべきとの意見が続出した。しかし諸葛亮は、魏に対抗するために現時点での同盟破棄は妥当ではないと説得し、蜀漢と呉が改めて同盟を結び友好関係を保つよう計らった。同時に魏領の分配についても取り決め、涼州・并州・冀州・兗州は蜀漢が、徐州・豫州・幽州・青州は呉が支配し、司隷は函谷関を境界線として、西は蜀漢、東は呉が占めるものとした。
その後も祁山周辺において魏との攻防が続き、建興9年（231年）の祁山攻撃では再び食料不足で撤退したものの、追撃してきた張郃を射殺した（祁山の戦い）。諸葛亮に次ぐ地位にあった李厳は、この戦いで兵站の管理を怠った上に虚偽の報告を行ったため、失脚した。建興11年（233年）には益州南部で南西夷の劉冑が反乱を起こし、馬忠・張嶷らが反乱を平定した。建興12年（234年）、諸葛亮は五丈原において病に倒れ、陣中で死去した（五丈原の戦い）。

### 政局の転換
諸葛亮の死後、蔣琬を中心とした政治体制のもと、費禕・董允・姜維・張翼が軍政を主に担った。呉懿・王平は漢中、鄧芝は江州において、それぞれ魏・呉との国境防衛に努めた。延熙元年（238年）、蔣琬は漢中に駐屯したものの、北伐の実施には至らなかった。延熙7年（244年）、魏の曹爽・夏侯玄・郭淮らが侵攻したが、王平・費禕らが撃退した（興勢の役）。魏ではこのころ司馬懿が起こしたクーデター（高平陵の変）によって政局が混乱しており、巻き添えを恐れた夏侯覇が蜀に亡命した。
延熙9年（246年）に蔣琬・董允が相次いで死去し、蔣琬の後任に就いた費禕が延熙16年（253年）に暗殺されると、董厥・諸葛瞻・姜維・陳祗が国政を執った。宦官との繋がりがあった陳祗は、黄皓と共に非常に強い権力を有し、劉禅を廃そうとしているのではないかと疑念を抱かれるほどであった。費禕政権下で実施された北伐は小規模なものに抑えられていたが、費禕の死により掣肘を受けなくなった姜維は、連年にわたり大々的な外征へ繰り出した。一方、内政にはほとんど関わらなかった。姜維の北伐は勝利を収めることもあったが（狄道の戦い）、延熙19年（256年）、鄧艾軍と交戦し大敗した（段谷の戦い）。譙周は陳祗との討論を載せた『仇国論』を著し、姜維の軍事政策を批判した。
景耀元年（258年）、黄皓が専権を有した。董厥・諸葛瞻は互いに擁護しあって政治の腐敗を正そうとしない傍ら、連年にわたる戦役が国家の疲弊を招いているとして、政敵である姜維からの兵権剥奪を目論んだ。一方、姜維は黄皓を誅するよう劉禅に進言したが、受諾されなかった。黄皓による報復の恐れと他派閥との不和から、姜維は成都に帰還しようとしなかった。

### 滅亡
景耀6年（263年）、魏の実権を握っていた司馬昭の命を受け、鄧艾・鍾会・諸葛緒がそれぞれ甘松、漢中・沓中、武都へと侵攻した。姜維は戦前、陽安関・陰平橋頭における防備の強化を上奏していたが、黄皓の干渉によりかなわなかった。また景耀元年（258年）の時点で漢中周辺および武都の守備が解除されていたため、姜維らは迎撃に赴いたものの諸葛緒軍の侵入を阻止できず、蜀北部の防衛線は崩壊した。
綿竹では諸葛瞻が戦死し、この知らせを聞いた劉禅に対して臣下たちから南方か呉への亡命が提案される中、譙周は降伏を勧めた。譙周は「南に逃げるのは今となっては遅すぎ、かといって呉へ亡命すれば臣服せねばならないばかりか、呉もいずれ魏に滅ぼされるからには恥辱を重ねることになる。また呉がまだ存在する段階で魏へ降伏すれば、今後の処遇は良いものとなる」と主張した。
劉禅は勧めを聞き入れ、降伏の旨を伝える文書を郤正に作成させると、鄧艾に面会して降伏した（蜀漢の滅亡）。劉禅の五男である劉諶はこのことを知ると自らの妻子を殺し、抗議の意思表示として劉備の廟の前で自刎した。黄皓は鄧艾に賄賂を贈ることで身の危険を免れた。鍾会を唆して叛乱させた姜維は、折を見て鍾会を殺し蜀漢再興を図ろうとしたが、魏軍の将兵による襲撃を受け、鍾会もろとも殺害された。

### 劉氏のその後
景元5年（264年）3月、劉禅とその家族は洛陽に移され、安楽公に封じられた。蜀漢滅亡時の混乱の最中に皇太子の劉璿が死亡したため、改めて後継者を決めることになったが、次男の劉瑤を差し置いて六男の劉恂を後継にしようとしたため、旧臣の文立らに諌められた。西晋の泰始7年（271年）に65歳で死去し、思公と諡された。
劉恂は道義を失う振る舞いを度々行い、旧臣の何攀らに諫言されたという。最後は永嘉の乱に巻き込まれ、一族皆殺しにされた。劉禅の弟の劉永の孫である劉玄だけが生き延びて蜀の地に逃れ、成漢を頼ったという。

## 政治

### 劉備の入蜀から皇帝即位時
蜀漢政権の特徴として、軍府主導の政治体制だったことが挙げられる。柿沼陽平によれば、蜀漢は「軍事最優先型国家」と評し得るレベルの軍事重視型の国づくりを行っており、蜀漢の全人口が90万人から100万人なのに対し、兵士と官吏だけで14万人と人口の15％近くを占めるという特異な構造となっていた。また劉備は関羽・張飛らと共に各地を転々した上でようやく荊州の一部に勢力基盤を確保した存在に過ぎず、また自らの勢力を維持するためにも積極的な軍備増強と勢力拡大に努めざるを得なかったため、諸葛亮が案じた隆中対は劉備の正当性と現状に適った方針であった。また諸葛亮およびその後継者たちは、国政に携わる宰相でありながら行政実務のトップである録尚書事を兼ね、さらに地方政治のトップであった益州刺史をも兼務し、軍事・行政・経済を完全に掌握していた。なお人事に関しては尚書台が管轄したが、戸籍についても管轄していた可能性があるという。また蜀科の制定により、法制度の充実が図られた。

### 諸葛亮丞相時
劉備没後、新皇帝たる劉禅と丞相の諸葛亮が体制を引き継いだ。劉禅による治世は、諸葛亮の執権時代（223年 - 234年）とそれ以降（234年 - 263年）の大きく二つに分けることができる。またいずれの期間においても彼の実権は無きに等しく、政治は臣下あるいは宦官の手に委ねられていた。
南中諸郡の反乱に応じて諸葛亮は南征を実施し、南中地域から兵力と物資を得ることになった。しかし内治の充実は荊州を領有して初めて実現できるものであり、荊州を魏と呉に奪われた状況においては、「出師表」にも「益州疲弊せり」と記されたように、民間経済を犠牲にして軍備を強化し、一刻も早い北伐を目指すほかなかった。そのため、北伐では漢中などにおける屯田や敵軍糧の略奪を行うことで、できるだけ魏の物資を減らしつつ蜀漢の物資を浪費しないようにする策が図られた。
度重なる北伐には国内における臨時徴収の実施などが伴い、国家にさらなる疲弊をもたらした。諸葛亮はこれに対し、厳格な法治や思想統制、平時における軍隊の公共事業への使用などを行い、国内の不満を魏に向けさせる戦略を取り続けることで、北伐と体制維持の両立を成功させていた。
建興5年（227年）より、諸葛亮は漢中において開府した。一方、長期的に丞相が不在となる成都には丞相留府が設置され、留府長史および留府参軍が留守を預かった。成都の権限は丞相留府のもとに一元化され、それに所属する者は禁軍の指揮権を有するだけでなく州の重職をも占めていた。さらにこのとき、尚書令は置かれなかった。漢中の丞相府と成都の丞相留府という二つの強力な軍府を設置をすることにより、諸葛亮は蜀漢政権において安定した支配を維持することができた。

### 諸葛亮死後
諸葛亮死後の建興12年（234年）、彼自らの指名を受けた蔣琬が国事を総統した。蔣琬は尚書令・行都護・仮節・領益州刺史となり、国政および地方行政の双方において主権を握った。 建興13年（235年）4月には大将軍・録尚書事に昇格した。諸葛亮の死に伴いその支配体制もまた失われたため、蔣琬は政権の再構成を迫られた。蔣琬政権においては「集団指導体制」ともいえる支配体制が成立し、鄧芝が前軍師、楊儀が中軍師、費禕が後軍師、姜維は右監軍、張翼が前領軍、王平が後典軍となった。
蔣琬の死後、後を継いだ費禕の地位は蒋琬と同様であったが、これは諸葛亮の存命中に蔣琬は撫軍将軍・尚書郎、費禕は中護軍・尚書令と、いずれも軍事系と尚書系の職務を両方経験しており、軍事・行政・経済を一元的に運営する諸葛亮の政治手法を理解していたからこそ可能であったものとみられている。また費禕政権の支配体制は蔣琬政権と似たものが敷かれたと考えられる。政権交代時には王平が鎮北大将軍、姜維が鎮西大将軍、馬忠が鎮南大将軍となった。延熙7年（244年）に費禕が出征した際、馬忠は平尚書事として成都での留守役を担った。
しかし、諸葛亮の政治方針は実際のところ継承されなかった。費禕のみならず姜維もまた録尚書事に就いたため、諸葛亮ならびに蒋琬時代とは異なる実質的な二頭体制へと変化していた。また北伐の意志について、費禕・姜維の間には齟齬が生じていた。
費禕の没後、その地位を継承すべき姜維は内政に関与せず、陳祗は鎮軍将軍に就いたものの軍務には関与していなかった。大将軍として軍事を掌握する姜維と尚書令として行政実務を掌握する陳祇は、対立する立場にありながらも北伐の実現に向けて協調する路線を取り続けた。しかし、姜維の北伐の失敗、陳祇の死去および宦官の黄皓の台頭によって、姜維は軍事面では張翼・閻宇、尚書側からは諸葛瞻・董厥・樊建、そして宦官の黄皓の三方向の反対派からの突き上げを受けることになった。人事を扱う尚書に足場を持たない姜維は、成都に帰還すれば尚書内の反対派によって罷免される恐れがあったため、成都へ帰還することが困難となった。しかし反対派もまた互いに対立関係にあり、蜀漢末期の宮廷は四派に分裂する様相を見せていた。それでも鄧艾・鍾会の蜀侵攻に際しては、張翼・諸葛瞻・董厥らは姜維と共にこれを迎撃し、成都を陥落させた鄧艾を除けば魏軍を撤退間際まで追い込んだように、政権内部では激しい権力闘争があったにもかかわらず、軍事面における致命的な分裂は最後まで生じなかった。
- 丞相：諸葛亮
- 司徒：許靖
- 太尉：不詳[注釈 7]
- 録尚書事：諸葛亮、蔣琬、費禕、姜維
- 尚書令：法正、劉巴、李厳、陳震、蔣琬、費禕、董允、呂乂、陳祗、董厥、樊建、諸葛瞻
- 平尚書事：馬忠、諸葛瞻、董厥
- 尚書僕射：李福、姚伷、董厥、諸葛瞻、張紹
- 尚書：楊儀、劉巴、鄧芝、陳震、呂乂、馬斉、張遵、向充、胡博、張翼、宗預、劉式、許游、衛継、文立
- 丞相長史（署諸曹事）：王連、向朗、楊儀
- 留府長史（丞相領兵出則統留事）：張裔、蔣琬、馬忠

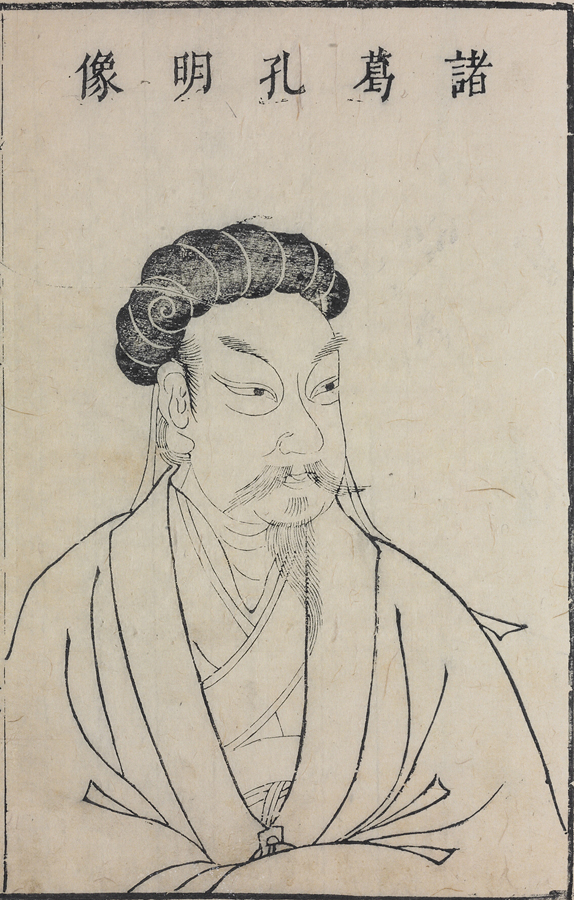
諸葛亮
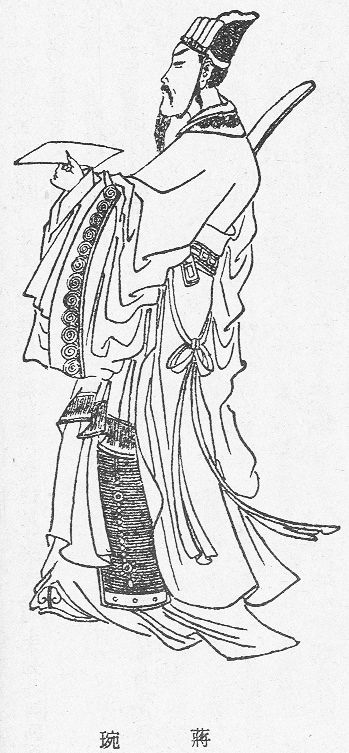
蔣琬
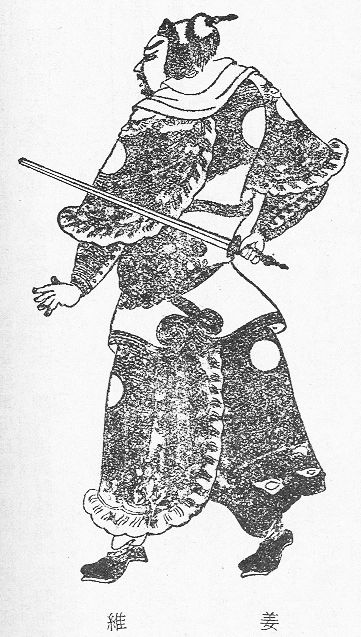
姜維

## 経済
益州は鉱物資源が豊富で塩を産出したため、劉備は塩と鉄の専売による利益を計り塩府校尉（司塩校尉）を設置し、塩と鉄の専売により国庫の収入を大幅に増加させた。また豊かな農業地帯である益州を確保後、城内の金銀を将兵たちに分け与えたように、劉備はその基盤の弱さゆえ政権作りと国内整備に必要な財源すらも放出していた。そのため、劉巴の献策で直百銭（1枚で五銖銭100枚相当）の貨幣を鋳造して強制的に市場に流して物資を買い集めることでしのぎ、一方で劉備に従った旧来の豪族・地主にはその土地所有を保証することでその経済的打撃を抑制することで反乱の発生を防いだ。さらに王連という優れた財務官僚を登用して鉄と塩の専売制を機能させ、また絹織物の生産・貿易を管轄する「錦官」が設けられるなど、財政充実が図られた。
諸葛亮の南征は当時、王連の反対を受けていた。南征計画の背景の一つには勢力の維持・拡大によって財政基盤の強化を図るというものがあったが、王連は、財政政策が機能している中で本来の目的である北伐を後回しにして南征を行うメリットは少ないとみたのである。しかし建興3年（225年）初頭に王連が死去すると、専売制は不振となり、南征は実施された。

## 軍事
魏を中心に発展した中央の中軍、州や特定地域を任された都督の率いる地方軍という制度の一部は蜀にも取り入れられた。しかし、複数の州を保有する魏や呉と違って、益州一州のみの蜀漢では都督の管轄する地域は限定的である。蜀を構成する漢中・巴・蜀・南中の4つのブロックが最大の軍管区であり、漢中には魏への防御と北伐の中心となる漢中都督、巴には北伐軍や永安守備軍と成都の間の中継点であり、その兵站を支える江州都督、呉に備える永安都督、南中を支配する庲降都督がいた。そのほかにさらに小規模で特定の場所を守備する都督・督軍・督がいた。
また蜀漢に特有の官職として「都護、軍師、監軍、領軍、護軍、典軍、参軍」というものがある。同様の官職は魏にもみられるが、蜀の場合には序列として軍号に優先するものであるという特徴で知られている。この官職と丞相府の地位（長史・司馬）、拠点の督・都督や大規模出征時の前左右後の部督といった地位の組み合わせで序列が決まる。李厳を罷免する上表が、この序列に従って名を連ねていることで知られている。
諸葛亮の没後に丞相の地位についた者はおらず、蔣琬や費禕は大将軍・録尚書事として政治と軍事を掌握した。ひとつには諸葛亮と同格の地位を避けたということが考えられる。また、漢の復興を掲げ、魏を滅ぼすことが国家の命題であり、首都の成都と政権首座の大将軍が漢中から政務を行う二元政治であって蜀漢にとっては、軍事組織を中心にした政権のほうが運営しやすいという側面があったと言える。
- 大将軍：蔣琬、費禕、姜維、閻宇
- 驃騎将軍：馬超、李厳、呉班、胡済
- 車騎将軍：張飛、劉琰、呉懿、夏侯覇、張翼、廖化
- 衛将軍：姜維、諸葛瞻

## 蜀漢正統論
曹魏・蜀漢・孫呉の三王朝が鼎立した三国時代であるが、蜀漢に仕えていた陳寿は、西晋政権において『三国志』を著した際には曹操や曹丕ら曹氏のみに帝紀（皇帝の伝記）を立て、同じく皇帝を称した劉備・孫権らは列伝に収録して形式上は魏の臣下としたように、魏を正統として扱った。その一方で、故国である蜀漢を呉と差別化し、さらには劉備が漢中王や皇帝の座に就いた際の記録として、その臣下による上奏文および勧進文などを載せる傍ら、曹操・曹丕や孫権に対する文書は採録しないなど、蜀漢の正統性を窺わせる記述も密かに盛り込んでいた。

### 東晋から北宋まで
晋王朝は匈奴政権である前趙の勃興を受け、中原を退いて南渡せざるを得なくなっていた。南遷後に建てられた東晋政権は弱体で、桓温・桓玄父子や劉裕によって禅譲が狙われる状況にあった。この状況下で「中原にあるものが正統となる」という古来の正統観に則るならば、中原を放棄した東晋政権は僭逆にあたり得た。習鑿歯はここにおいて、華夏文化の維持および継承を基準に正統の有無を判断するという観点を打ち立てた。そのため、習鑿歯が「魏を越えて漢を継ぐ」という見解に基づいて編んだ『漢晋春秋』では、曹魏ではなく前漢・後漢の事業を継いだ蜀漢こそが正統とされた。なお『四庫提要』では、『漢晋春秋』の蜀漢正統論は中原を曹魏に追われ巴蜀へと逃れた蜀漢に東晋の現況を重ね合わせたことによると解釈されている。
三国のうち曹魏を正統とする傾向は北宋に至ってもなお変わらず、曹芳を除いた魏帝はみな祭祀の対象となっていた。『冊府元亀』では、単に曹魏が正統であると見なすだけでなく、その正統性に対する理論づけが試みられた。このような姿勢には、北宋の創始者の趙匡胤による簒奪が、禅譲というかたちで建国し、また最大勢力でありながら太祖の段階で天下統一を果たせなかった曹魏の状況と類似していたため、自らの王朝を正当化する必要があったという側面もある。
蘇軾の言及にもあるように、歴代王朝の正統論に先鞭をつけたのは欧陽脩だとするのが定説となっている。欧陽脩は五行思想・讖緯説・天人相関説といった従来の思想を退け、あくまで事実に重きを置いて正統を定めた。また「正」を「天下の不正を正すこと」、「統」を「天下の一つでない状態を一つに合すること」と定義づけ、これら二つを達成してこそ「正統」と見なし得るとした。そのような正統観のもと曹魏を正統とした当初の持論は後に撤回され、五代と同様、三国時代に正統は存在しないと結論づけられた。欧陽脩は蜀漢・孫呉に正統性を見出すことはなかったものの、劉備・諸葛亮に対しては肯定的な態度を示していたほか、『新唐書』編纂においては、『旧唐書』では偽史とされていた蜀書・呉書をその分類から外した。
編年体の史書である『資治通鑑』は、正統論に関して比較的客観的な立場をとった。撰者である司馬光は曹魏を正統とする従来の形式に則りながらも、曹魏の元号を採用したことについては、王朝の尊卑を定めるものではないとした。また劉備については「中山靖王劉勝の子孫であるとはいえ、族属からは遠く離れているため漢室の世系としては記しがたい」とし、「光武帝や元帝と比較して、漢の遺業を継いだものとはいえない」と捉えた。一方、民間では劉氏を尊ぶ風潮がすでに広まっていた。

### 南宋以降
南宋の時代になると、蜀漢正統論はにわかに脚光を浴びるようになった。その背景には靖康の変がある。女真族の建てた金に敗れた宋王朝は江南に移り、趙構を皇帝として戴いたが、その過程に起きた二帝北狩や明受の乱を受け、正統性に動揺が生じていた。劉備への言及においては、彼の血統が宗室に属していることがしばしば強調された。
道徳的観点に基づく「正」を重視し、「統」にもなるべく道徳性を含ませようとした朱熹は、蜀漢を「正統の余分」としながらも、『資治通鑑』では曹魏の元号が使われていた箇所を『資治通鑑綱目』においては蜀漢の元号に書き換え、実質的に蜀漢の正統性を認めていた。また『三国志』を蜀漢正統論に基づいて再編した『続後漢書』を著した蕭常は、蜀漢の皇帝を帝紀に配し、曹操らの伝記は載記として扱った。南宋で編まれた紀伝体の史書の多くは、蕭常を踏襲するかたちをとった。
元は異民族王朝であったため、正統性の再定義が要請された。そこでは「漢民族の精神の継承者」であるか否かが問われた。「中国の方式に従えば中国の主となる」と主張した郝経は、著作の『続後漢書』において蜀漢を正統とした。また涿郡に存在した先主廟を「昭烈皇帝廟」と改名したほか、中統元年（1260年）の「立政議」では天下と民によく貢献した歴代皇帝の一人として劉備を挙げるなど、蜀漢を正統とする意識が非常に強かった。このような風潮は、王惲が「祗謁昭烈皇帝廟」と題する詩を作成したように、当時の士人の間でも同様だった。その一方で、郝経は曹操のことを簒位・窃権を働いた冒姓の「国賊」だとして痛烈に批判した。
元代以降の王朝において、蜀漢は正統として尊ばれた。文人と大衆それぞれの意見が蓄積され融合されていった結果、「擁劉反曹（劉氏を擁し曹氏に反する）」という思想はますます表面化し、元末明初には小説『三国志演義』の成立をもって各社会階級の精神的統一を果たした。清代初期に『演義』版本を編集した毛宗崗は、「読三国志法」において司馬光の措置を誤りとし、朱熹の改変を是とした。

## 歴代皇帝
| 諡号   | （通称） | 姓名 | 在位          | 元号                                                          |
| ------ | -------- | ---- | ------------- | ------------------------------------------------------------- |
| 昭烈帝 | 先主     | 劉備 | 221年 - 223年 | 章武 221年-223年                                              |
| 懐帝   | 後主     | 劉禅 | 223年 - 263年 | 建興 223年-237年 延熙 238年-257年 景耀 258年-263年 炎興 263年 |

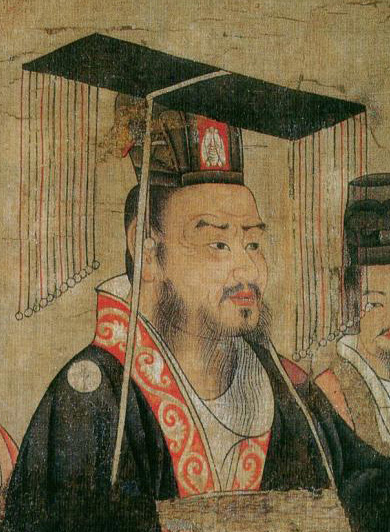
昭烈帝（劉備）
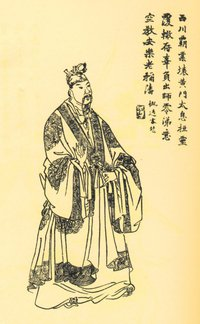
懐帝（劉禅）